# Ти Джей Милър
Тод Джоузеф Милър (на английски: Todd Joseph Miller, роден на 4 юни 1981 г.) е американски актьор и стендъп комик.
От 2014 до 2017 изпълнява ролята на Ърлик Бакман в ситкома „Силициевата долина“ на HBO. Участва във филми като „Чудовищно“ (2008), „Как да си дресираш дракон“ (2010), „Мечето Йоги“ (2010), „Трансформърс: Ера на изтребление“ (2014), „Героичната шесторка“ (2014), „Дедпул“ (2016) и „Играч първи, приготви се“ (2018).